# 徐大麟
徐大麟（1943年—2024年3月30日）出生於重慶，祖籍山東高密，美國華裔創投家，為漢鼎亞太創投公司的創辦人與董事長。

## 生平
1947年，因國共內戰，隨父母來到台灣。中學就讀屏東中學，高三轉學至臺北市立建國高級中學，1964年畢業於台大物理系。1965年，經吳大猷推薦，取得獎學金至美國留學，1966年取得布魯克林學院電子物理學碩士。1970年取得加州柏克萊大學電機工程博士。
畢業後曾服務於Allied Chemical公司，之後進入IBM公司，由資深研究員開始，最終升任研發部門資深經理。
1985年加入Hambrecht & Quist公司，從事創投事業。1986年，成立漢鼎亞太，在李國鼎的影響下，引進第一筆美式創投基金至台灣，成功投資過宏碁、旺宏、華邦等電腦公司。2006年2月富比世雜誌喻為全美最佳創投家並形容他為「投資中芯半導體亞太地區投資老手，並將南韓的早安證券投資案由三千萬變成了二億美元。」徐大麟並在1997年亞洲金融風暴時，因協助世界銀行重整亞洲金融，而被亞洲商業周刊譽為「亞洲之星」。引進星巴克咖啡讓成千上萬中西遊客在萬里長城八達嶺上也可以喝到星巴克咖啡，在大北京一帶掀起一股咖啡新生活文化。2006年10月漢鼎正式退出華北星巴克。

## 外部連結
- 漢鼎亞太官方網站